# Abderrahmane Mahjoub
Abderrahmane Mahjoub - em árabe, عبد الرحمن محجوب (Casablanca, 25 de abril de 1929 - 31 de agosto de 2011) foi um futebolista marroquino.
Ele competiu na Copa do Mundo FIFA de 1954, sediada na Suíça. Em uma época onde não existia a Seleção Marroquina, uma vez que o Marrocos ainda era colônia francesa, jogou pela França, que terminou o mundial na nona colocação dentre os 16 participantes.
Mahjoub jogou no mundial ao lado de outro árabe de uma colônia francesa na África do Norte, o argelino Abdelaziz ben Tifour. Após a independência da terra natal, defendeu a seleção marroquina.